# Jeuss
Jeuss är en ort i kommunen Murten i Fribourg, Schweiz. Jeuss ligger ungefär 550 meter över havet cirka 4,5 km sydöst om kommunens huvudort Murten. Byn sträcker sig längs vägen i dalgången av floden Biberen. Norr om Jeuss ligger skogsområdet Galm som inte tillhör någon kommun. Jeuss var tidigare en egen kommun, men den 1 januari 2016 inkorporerades kommunen i Murten.
Kommunens yta delade sig 1997 i 8 % samhälle, 10 % skog och dylikt samt 82 % jordbruksmark.
Invånarna talar till 90,9 % tyska, till 4,1 % franska och till 1,8 % portugisiska, resten är andra språk.
En busslinje från Murten till Gurmels har en hållplats i Jeuss. Närmaste motorvägsanslutning ligger 6 km utanför kommunens centrum.